# Mike Monroney Aeronautical Center
 (mars 2020).
Le contenu est difficilement compréhensible vu les erreurs de traduction, qui sont peut-être dues à l'utilisation d'un logiciel de traduction automatique.

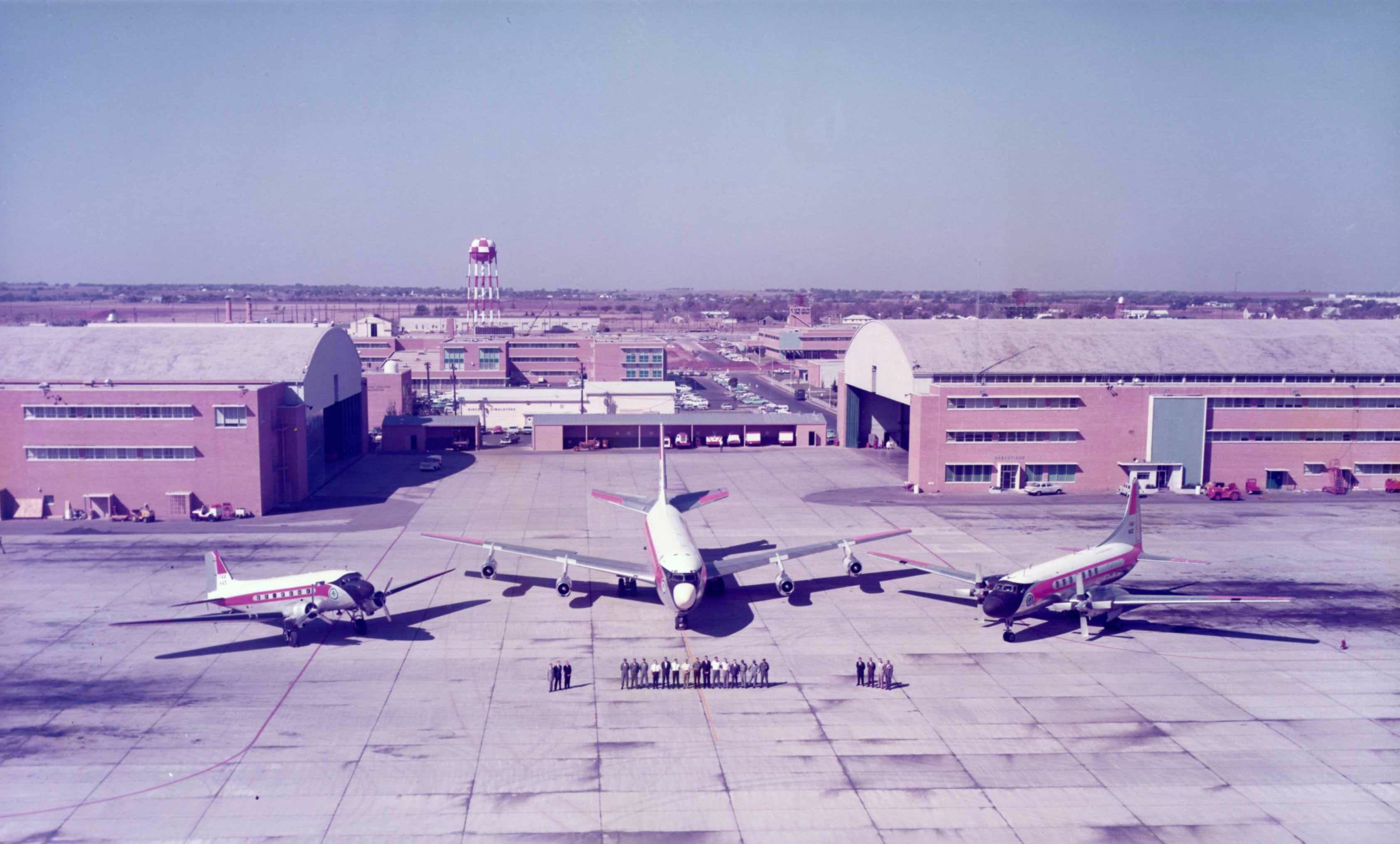
Mike Monroney Aeronautical Center

Le Mike Monroney Aeronautical Center est un bureau régional de la Federal Aviation Administration (FAA),. 
Situé à Oklahoma City sur le terrain de l'aéroport Will Rogers, avec environ 7 500 employés fédéraux directs, le centre aéronautique est l'une des plus grandes installations du Département des Transports à l'extérieur de la région de Washington, D.C., et l'une des dix plus grands employeurs de l'aire métropolitaine d’Oklahoma City.

## Nom
Le centre porte le nom du sénateur Mike Monroney (en), « M. Aviation », qui a écrit et parrainé la loi qui a créé la Federal Aviation Administration. Depuis plus de 70 ans, le centre aéronautique joue un rôle essentiel dans le succès de l'industrie aéronautique et est un élément important du Département américain des transports et de la Federal Aviation Administration (FAA) depuis ses débuts en 1946. AS "Mike" Monroney, a été président du sous-comité de l'aviation. 

## Centre logistique de la FAA
Le centre logistique de la FAA est une organisation certifiée ISO 9001: 2000 qui prend en charge le système national de l'espace aérien des contrôleurs de la circulation aérienne et des inspecteurs de la sécurité aérienne les États-Unis et 44 pays différents. Étant donné que certains composants sont uniques et ne sont pas en production actuelle, le centre fournit également des solutions techniques par le biais d'un réseau d'ingénieurs utilisant des installations de fabrication et de réparation internes. 

## Académie FAA
La FAA Academy est un centre de formation principal de la FAA. Les contrôleurs aériens reçoivent leur formation à l'Académie. La FAA Academy a reçu l'accréditation de la North Central Association of Colleges and Schools. Différents cours ont des critères d'admission différents, certains étant disponibles pour d'autres agences gouvernementales, l'industrie et les autorités de l'aviation civile internationale. 
- Formation et perfectionnement techniques - techniques et de gestion pour le personnel de la FAA et le milieu de l'aviation. Les services fournis comprennent[5] : 
  - élaborer et animer des cours de formation
  - planifier, maintenir et gérer les systèmes d'apprentissage à distance de la FAA pour la FAA ainsi que l'industrie et d'autres agences
  - fournir des services de gestion de programme de formation et de consultation
- Division des aéroports et de la formation internationale (AITD) - assure la formation et les services connexes à la communauté aéronautique mondiale et soutient l'Organisation de l'aviation civile internationale (OACI). Les cours sont disponibles en sécurité aérienne, installations aériennes, circulation aérienne, aéroports, sécurité aérienne, développement d'instructeurs, développement de la gestion et anglais de l'aviation. La formation peut être dispensée à l'Académie ou dans le pays [6]

## Autres services de la FAA
Le conseil du centre aéronautique conseille le public aéronautique sur les questions relatives à l'immatriculation des aéronefs civils américains et à l'enregistrement des instruments liés aux aéronefs. Ce bureau est responsable de l'application des violations des articles 61.15 et 67.403 des FAR découverts par le biais du programme DUI / DWI de la FAA, y compris la représentation de l'administrateur devant le NTSB dans les appels des actions de certificat. Il fournit des conseils juridiques et une représentation sur les actions de passation de marchés générées au nom du siège de la FAA, des bureaux régionaux et du centre, y compris le centre logistique de la FAA et la FAA Academy, et représente l'Agence dans les protestations et les différends contractuels. 

### Division des solutions médias
La Division des solutions médiatiques est désignée comme une «organisation de franchise» dans le cadre gouvernemental, ce qui signifie qu'elle est un fournisseur de services rémunéré à l'acte pour d'autres organismes gouvernementaux. L'objectif de la «franchise» est de réduire les coûts d'exploitation en capitalisant sur les économies d'échelle. Les services fournis incluent le graphisme, la production vidéo, l'impression et la distribution et la photographie. Outre la FAA et le Department of Transportation, les agences clientes vont du Bureau des affaires indiennes au Department of Justice, de l'Inspector General Office à la United States Coast Guard. 

### Bureau des services d'acquisition
Fournit des services contractuels, d'acquisition, d'immobilier, de biens personnels et d'équipement / de gestion à l'appui de toutes les activités et programmes d'agence du centre aéronautique. 

### Institut médical aérospatial civil (CAMI)
L' Institut médical aérospatial civil (CAMI) est l'aile de la certification médicale, de l'éducation, de la recherche et de la médecine du travail du Bureau de la médecine aérospatiale (AAM) et se compose de, : 
- Division de la certification - responsable de l'administration des besoins de certification aéromédicale pour les certificats de pilote américains 
  - Programme de certification médicale de la FAA
- Division de l'éducation médicale - responsable de l'élaboration des politiques, de la planification, de l'évaluation et de l'administration de: 
  - programme centralisé pour la sélection, la désignation, la formation et la gestion des médecins examinateurs de l'aviation aux États-Unis et dans 93 autres pays
  - programmes d'éducation aéromédicale pour les équipages de conduite de la FAA et les pilotes de l'aviation civile
  - publications aéromédicales (brochures sur la sécurité de l'aviation, rapports techniques de recherche et bulletin médical du Federal Air Surgeon) et autres documents utilisés pour diffuser des informations aéromédicales pour promouvoir la sécurité aérienne
  - système de bibliothèque de référence / recherche en aéromédicale et en sécurité aérienne
- Division de la recherche sur les facteurs humains - mène un programme intégré de recherche sur le terrain et en laboratoire sur les aspects organisationnels et humains des environnements de travail aéronautiques
- Division de la recherche médicale aérospatiale - responsable de l'amélioration de la sécurité, de la sûreté et de la capacité de survie des humains dans les opérations aérospatiales civiles avec trois activités de recherche principales: 
  - enquête sur les types de blessures et de décès dans les accidents de vol civils, analyse pour déterminer la cause et les stratégies de prévention
  - élaboration de recommandations pour l'équipement et les procédures de protection
  - évaluation de la proposition de réglementation en matière de sécurité et de santé concernant les cabines d'aéronefs

#### Programme d'association de recherche
L'Académie nationale des sciences offre des programmes d'associations de recherche pour les bourses et d'autres subventions pour la recherche CAMI. Les conditions d'admissibilité peuvent varier pour chaque opportunité de recherche, et des bourses sont disponibles pour les associés postdoctoraux. 

## Centre de services aux entreprises
Le Centre de services aux entreprises est une division du ministère des Transports qui se concentre sur la résolution des besoins administratifs du gouvernement fédéral en matière de services de comptabilité, de services de technologie de l'information et de gestion des achats. En plus de répondre aux besoins du ministère des Transports, les autres clients fédéraux comprennent le ministère de l'Éducation, l'US Air Force, la Social Security Administration, le Department of Homeland Security, le Office of Personnel Management, le Department of Commerce, le US Department of Agriculture, l'Environmental Protection Agency. Les services sont offerts dans les domaines suivants : 
- Solutions d'entreprise - y compris les outils de paie fédéraux ainsi que la maintenance et l'assistance pour le développement d'applications
- Services de comptabilité - personnel de gestion comptable et financière de plus de 900 personnes qui fournit une gamme complète de services, y compris l'analyse des rapports, le traitement des transactions, le support d'audit, les services d'intégrité des données et le support et la formation des systèmes
- Technologie de l'information - les services suivants sont offerts: 
  - Services de centre de données - prend en charge les systèmes d'exploitation Unix, Linux, Sun Solaris et Windows sur une variété de plates-formes matérielles, hébergées dans une installation sécurisée située sur un campus sécurisé. L'installation, qui est conforme à la norme SAS-70 et à ITIL, adhère aux processus Lean Six Sigma. Les politiques et processus de gestion des services s'alignent sur la norme ISO / IEC 20000
  - Services de reprise après sinistre et de sauvegarde, à partir d'un site de reprise après sinistre distant sécurisé pour un fonctionnement critique uniquement, jusqu'à une continuité opérationnelle complète
  - Services de communication de données et de voix - gestion et exploitation de réseaux téléphoniques, de données et de voix. Conception et installation de réseaux, mises à niveau matérielles et logicielles et services de réparation
  - Systèmes de sécurité de l'information - fournissent des services de sécurité indépendants et opérationnels pour aider les agences clientes à se conformer à la loi fédérale de 2002 sur la gestion de la sécurité de l'information
  - Support de bureau - installation, maintenance, dépannage et résolution de problèmes matériels et logiciels pour les ordinateurs de bureau
- Gestion des achats - prise en charge complète du cycle de vie des achats, depuis la planification des acquisitions jusqu'à la clôture en temps réel de la comptabilité, la validation des codes et des fournisseurs, ainsi que la vérification en ligne des fonds et la mise à jour en temps réel des documents obligatoires validés, la recherche de données en temps réel entre le applications, y compris la vérification en temps réel de la disponibilité des fonds. Prend en charge les crédits annuels, pluriannuels, non annuels et le module des accords interinstitutions